# NGC 7014
NGC 7014 (również PGC 66153) – galaktyka eliptyczna (E), znajdująca się w gwiazdozbiorze Indianina. Odkrył ją John Herschel 2 października 1834 roku. Jest najjaśniejszą galaktyką w gromadzie galaktyk Abell 3742.